# Cristhian Stuani
Cristhian Ricardo Stuani Curbelo (španělská výslovnost: [kɾistjan estwani]; * 12. října 1986, Tala) je uruguayský profesionální fotbalista, který hraje jako útočník za klub Girona FC a je jeho kapitánem (2024).
Reprezentuje Uruguay. Hrál za UD Levante či RCD Espanyol.

## Úspěchy

### Klubové
Primera División (Uruguay): 2004
Čínský pohár: 2018, 2019

### Individuální
Pichichi (Segunda División): 2019–20 (29 gólů), 2021–22 (22 gólů)
Segunda División Hráč měsíce: prosinec 2021